# Korotaicha
Die Korotaicha (russisch Коротаиха) ist ein Zufluss der Barentssee im Autonomen Kreis der Nenzen in Nordwestrussland.
Die Korotaicha entsteht im Nordosten des Tschernyschow-Rückens am Zusammenfluss ihrer beiden Quellflüsse Sjadei-Ju und Tar-Ju. Die Korotaicha durchfließt den äußersten Osten der Bolschesemelskaja-Tundra in überwiegend nordwestlicher Richtung.
Sie mündet schließlich östlich der Chaipudyr-Bucht in die Petschorasee. 
Die Korotaicha hat eine Länge von 199 km. Der Fluss wird von der Schneeschmelze als auch von Niederschlägen gespeist.
Ihr Einzugsgebiet umfasst 12.700 km². Dieses beinhaltet zahlreiche Seen.